# ヤゴリ
ヤゴリ (Yagori, ソマリ語: Yagoori) はソマリランドのスール地域にある町。2002年に制定されたソマリランド地方行政法Law 23/2002では格付けがD地区になっている。この法による区分けではラス・アノド地区と別扱いだが、ラス・アノド地区の一部として取り扱われることが多い。

## 人口動態
ヤゴリに主に住むのはソマリ人のダロッド氏族のデュルバハンテ支族。
この他、ハウィエ氏族のハバル・ギディル支族に属するFiqishiine支族が数世紀前から「客」の位置づけでヤゴリに住んでいる。

## 歴史
1991年1月、イサック氏族主体の政治軍事団体「ソマリ国民運動」（後のソマリランド政府）の主導で、ヤゴリで和平会議が開かれた。会議にはハバル・ジェロ、ハバル・ユーニス、デュルバハンテ氏族が参加したが、その時期にSNMの民兵によるデュルバハンテ系住民への攻撃、拘束の上に死者を出す事象が発生して、デュルバハンテ系住民がSNMに反発する原因となった。
1999年、慢性的な水不足の対策として、ユニセフの主導で給水プロジェクトが始まった。ヤゴリも対象となり、水道網の拡張と、学校の給水タンクとトイレの設置、さらに教師に対して水と衛生のトレーニングが行われた。
2002年7月、ソマリランド軍はヤゴリに450人の部隊を配備した。これに対して当時ラス・アノドにいたプントランドのスール地域知事はハルティ氏族の分裂を招くとして非難した。
2008年、スール地域で初めてソマリランドの独立宣言日である5月18日の祝賀行事が行われ、ヤゴリも参加した。
2011年の国際ケア機構の報告によれば、ヤゴリで採取された飲料水には大腸菌群による汚染が100mLあたり9～20TTC確認されている（基準は0）。また、濁度は50～100NTUだった（基準は5NTU以下）。
2016年8月、ソマリランドのシランヨ大統領はサラーグ、スール地域の各地を訪問し、ヤゴリにも訪問して歓迎を受けた。